# Sportåret 1972

## Händelser

### Sport och samhälle
- Kabaddi blir officiell nationalsport i Bangladesh

### Amerikansk fotboll
- Dallas Cowboys besegrar Miami Dolphins med 24 – 3 i Super Bowl VI. (Final för 1971).

#### NFL:s slutspel för 1972

##### NFC (National Football Conference)
- Dallas Cowboys besegrar  San Francisco 49ers med 30 - 28
- Washington Redskins besegrar Green Bay Packers med 16 - 3
  - Washington Redskins besegrar Dallas Cowboys med 26 - 3 i NFC-finalen

##### AFC (American Football Conference)
- Pittsburgh Steelers besegrar Oakland Raiders med 13 - 7
- Miami Dolphins besegrar Cleveland Browns med 20 – 14
  - Miami Dolphins besegrar Pittsburgh Steelers med 21 - 17 i AFC-finalen

### Bandy
- 18 mars - Finlands Bandyförbund bildas genom en utbrytning ur Finlands Bollförbund.[1]
- 19 mars - Katrineholms SK blir svenska mästare genom att i finalen slå Ljusdals BK med 2-0 Söderstadion i Stockholm.[2][3]

### Baseboll
- 22 oktober - American League-mästarna Oakland Athletics vinner World Series med 4-3 i matcher över National League-mästarna Cincinnati Reds.[4]

### Basket
- 7 maj - Los Angeles Lakers vinner NBA-finalserien mot New York Knicks.[5]

- 9 september - Sovjet vinner den olympiska turneringen i München genom att finalslå USA med 51-50.[6]
- 16 oktober - Sovjet vinner damernas Europamästerskap i Varna före Bulgarien och Tjeckoslovakien.[7]
- Alviks BK blir svenska mästare för herrar.
- KFUM-KFUK Västerås blir svenska mästare för damer.

### Bordtennis
- Stellan Bengtsson blir europamästare i herrsingel genom att i finalen besegra István Jonyer, Ungern.
- István Jonyer & R. Rozsas, Ungern blir europamästare i herrdubbel genom att i finalen besegra Stellan Bengtsson och Kjell Johansson, Sverige.
- S. Gomozkov & Z. Rudnova, Sovjetunionen blir europamästare i mixeddubbel genom att i finalen besegra Stellan Bengtsson & Lena Andersson.
- Sverige blir europamästare i lag före Jugoslavien.

### Cykel
- Marino Basso, Italien vinner landsvägsloppet i VM
- Eddy Merckx, Belgien vinner Giro d'Italia för tredje gången
- Eddy Merckx, Belgien vinner Tour de France för fjärde gången
- José Manuel Fuente, Spanien vinner Vuelta a España

### Fotboll
- 5 mars - Kongo vinner afrikanska mästerskapet i Kamerun, genom att besegra Mali med 3–2 i finalen.[8]
- 6 maj - Sunderland AFC vinner FA-cupfinalen mot Leeds United  FC med 1-0 på Wembley Stadium.[9]
- 7 maj - Schweiz spelar sin första officiella damlandskamp i fotboll, då man i Basel spelar 2-2 mot Frankrike.[10]
- 17 maj - Tottenham Hotspur vinner UEFA-cupen genom att besegra Wolverhampton Wanderers FC i finalerna.[11]
- 19 maj - Iran försvarar sin titel i asiatiska mästerskapet i Thailand, genom att besegra Sydkorea med 2–1 i finalen.[12]
- 24 maj - Rangers vinner Europeiska cupvinnarcupen genom att besegra FK Dynamo Moskva med 3–2 i finalen på Nou Camp i Barcelona.[11]
- 31 maj - AFC Ajax försvarar sin titel i Europacupen för mästarlag genom att besegra FC Internazionale med 2–0 i finalen på Stadion Feijenoord i Barcelona.[11]
- 18 juni - Västtyskland blir Europamästare genom att i finalen besegra Sovjet med 3-0 i Bryssel.[13]
- 5 juli – Landskrona BoIS vinner Svenska cupen genom att finalslå IFK Norrköping med 3-2 i omspelet i Landskrona.[14]
- 10 september – Polen vinner den olympiska turneringen genom att vinna finalen mot Ungern med 2-1 i München.[15]
- 8 oktober – Öxabäcks IF vinner det första svenska riksmästerskapet för damer.[16]
- Okänt datum – Skånes Fotbollförbund övertar administrationen av den damserie i Skåne som startades 1969.[17]
- Okänt datum – Franz Beckenbauer, Västtyskland, utses till Årets spelare i Europa.
- Okänt datum – Teófilo Cubillas, Peru, utses till Årets spelare i Sydamerika.
- Okänt datum – Chérif Souleymane, Guinea, utses till Årets spelare i Afrika.

#### Ligasegrare / resp. lands mästare
- Belgien - RSC Anderlecht
- England - Derby County FC
- Frankrike - Olympique de Marseille
- Italien - Juventus FC
- Nederländerna – AFC Ajax
- Skottland - Celtic FC
- Spanien - Real Madrid CF
- Sverige - Åtvidabergs FF
- Västtyskland - FC Bayern München

### Friidrott
- 8 april – Kjell Isaksson, Sverige sätter nytt världsrekord i stavhopp med 5,51 meter, förbättras 15 april till 5,54 meter och 12 juni till 5,55 meter
- 5 juli – Ricky Bruch, Sverige, sätter nytt världsrekord i diskuskastning med 68,40 meter
- 31 december - Víctor Mora, Colombia vinner Sylvesterloppet i São Paulo.[18]
- Olavi Suomalainen, Finland vinner herrklassen vid Boston Marathon.[19] medan Nina Kuscsik, USA vinner damklassen, som för första gången är officiell.[20]

### Handboll
- 14 augusti - Jugoslavien vinner den olympiska finalen i München mot Tjeckoslovakien med 21-16.[21]

### Golf

#### Herrar
- The Masters vinns av Jack Nicklaus, USA
- US Open vinns av Jack Nicklaus, USA
- British Open vinns av Lee Trevino, USA
- PGA Championship vinns av Gary Player, Sydafrika
- Mest vunna vinstpengar på PGA-touren: Jack Nicklaus, USA med $320 542

#### Damer
- US Womens Open – Susie Berning, USA
- LPGA Championship – Kathy Ahearn, USA
- Mest vunna vinstpengar på LPGA-touren: Kathy Whitworth, USA med $65 063

### Ishockey
- 13 februari - Sovjet vinner olympiskt guld i Sapporo före USA och Tjeckoslovakien.[22]
- 26 mars - Svenska mästare blir Brynäs IF genom serieseger före Leksands IF och Timrå IK.[23]
- 22 april - Tjeckoslovakien blir i Prag världsmästare före Sovjet och Sverige.[24]
- 11 maj - Stanley Cup vinns av Boston Bruins som besegrar New York Rangers med 4 matcher mot 2 i slutspelet.[25]
- 28 september - Kanada besegrar Sovjet i Summit Series.
- 11 oktober - WHA drar igång.
- 5 december - CSKA Moskva, Sovjet vinner Europacupen genom att vinna finalserien mot Brynäs IF, Sverige.[26]
- 23 december - Sovjet vinner Izvestijaturneringen i Moskva före Tjeckoslovakien och Sverige.[27]
- Okänt datum – Bobby Hull i Detroit Red Wings noterar nytt rekord i skotthastighet då han avlossar ett slagskott i 190,3 kilometer i timmen.[28]

### Konståkning

#### VM
- Herrar – Ondrej Nepela, Tjeckoslovakien
- Damer – Beatrix Schuba, Österrike
- Paråkning – Irina Rodnina & Aleksej Ulanov, Sovjetunionen
- Isdans - Ljudmila Pachomova & Aleksandr Gorsjkov, Sovjetunionen

#### EM
- Herrar – Ondrej Nepela, Tjeckoslovakien
- Damer – Beatrix Schuba, Österrike
- Paråkning – Irina Rodnina & Aleksej Ulanov, Sovjetunionen
- Isdans - Angelika Buck & Erich Buck, Västtyskland

### Motorsport

#### Formel 1
- 8 oktober - Världsmästare blir Emerson Fittipaldi, Brasilien.

#### Sportvagnsracing
- Den italienska biltillverkaren Ferrari vinner sportvagns-VM.
- Henri Pescarolo och Graham Hill vinner Le Mans 24-timmars med en Matra-Simca MS670.

### Orientering
- 14-16 september - Världsmästerskapen avgörs i Friedrichroda.[29]

### Skidor, alpint

#### Herrar

##### VM
- Kombination
  - 1 Gustavo Thöni, Italien
  - 2 Jim Hunter, Kanada
  - 3 Walter Tresch, Schweiz
- Övriga grenar se Olympiska vinterspelen 1972

##### Världscupen
- Totalsegrare: Gustavo Thöni, Italien
- Slalom: Jean-Noël Augert, Frankrike
- Storslalom: Gustavo Thöni, Italien
- Störtlopp: Bernhard Russi, Schweiz

##### SM
- Slalom vinns av Göte Grahn, Tärna IK Fjällvinden. Lagtävlingen vinns av Tärna IK Fjällvinden.
- Storslalom vinns av Manni Thofte, Högdalens SK. Lagtävlingen vinns av Åre SLK.
- Störtlopp vinns av Anders Hansson, Åre SLK. Lagtävlingen vinns av Åre SLK.

#### Damer

##### VM
- Kombination
  - 1 Toril Forland, Norge
  - 2 Florence Steurer, Frankrike
  - 3 Annemarie Moser-Pröll, Österrike
- Övriga grenar se Olympiska vinterspelen 1972

##### Världscupen
- Totalsegrare: Annemarie Moser-Pröll, Österrike
- Slalom: Britt Laforgue, Frankrike
- Storslalom: Annemarie Moser-Pröll, Österrike
- Störtlopp: Annemarie Moser-Pröll, Österrike

##### SM
- Slalom vinns av Karin Aspelin, IFK Mora. Lagtävlingen vinns av Tärna IK Fjällvinden.
- Storslalom vinns av Lillian Nilsson, Tärna IK Fjällvinden. Lagtävlingen vinns av Tärna IK Fjällvinden.
- Störtlopp vinns av Lillian Nilsson, Tärna IK Fjällvinden. Lagtävlingen vinns av Östersund-Frösö SLK.

### Skidor, längdåkning

#### Herrar
- 5 mars - Lars-Arne Bölling, IFK Mora vinner Vasaloppet.[30]

##### SM
- 15 km vinns av Thomas Magnuson, Delsbo IF. Lagtävlingen vinns av Lycksele IF.
- 30 km vinns av Thomas Magnuson, Delsbo IF. Lagtävlingen vinns av Lycksele IF.
- 50 km vinns av Thomas Magnuson, Delsbo IF. Lagtävlingen vinns av IFK Mora.
- Stafett 3 x 10 km vinns av IFK Mora lag 1 med laget  Esbjörn Ulvenvall, Bjarne Andersson och Lars-Arne Bölling.

#### Damer

##### SM
- 5 km vinns av Meeri Bodelid, IK Ymer, Borås. Lagtävlingen vinns av Offerdals SK lag 1.
- 10 km vinns av Eva Ohlsson, Delsbo IF. Lagtävlingen vinns av IFK Kiruna.
- Stafett 3 x 5 km vinns av IFK Kiruna med laget  Doris Niva, Berit Gustafsson och Barbro Tano .

### Skidskytte

#### VM
- Se Olympiska vinterspelen 1972

### Tennis

#### Herrar
- Tennisens Grand Slam:
  - Australiska öppna - Ken Rosewall, Australien
  - Franska öppna - Andrés Gimeno, Spanien
  - Wimbledon - Stan Smith, USA
  - US Open - Ilie Năstase, Rumänien

##### Davis Cup
- 15 oktober - USA vinner Davis Cup genom att finalbesegra Rumänien med 3-2 i Bukarest.[31]

#### Damer
- Tennisens Grand Slam:
  - Australiska öppna - Virginia Wade, England
  - Franska öppna - Billie Jean King, USA
  - Wimbledon - Billie Jean King, USA
  - US Open - Billie Jean King, USA
- 25 mars - Sydafrika vinner Federation Cup genom att finalbesegra Storbritannien med 2-1 i Johannesburg.[32]

### Volleyboll
- 7 september - Sovjet vinner den olympiska damturneringen i München genom att finalbesegra Japan med 3-2.[33]
- 9 september - Japan vinner den olympiska herrturneringen i München genom att finalbesegra Östtyskland med 3-1.[34]

## Evenemang
- Olympiska sommarspelen 1972 äger rum i München, Tyskland
- Olympiska vinterspelen 1972 äger rum i Sapporo, Japan
- VM på cykel arrangeras i Gap, Frankrike
- VM i ishockey arrangeras i Prag i Tjeckoslovakien.
- VM i konståkning arrangeras i Calgary, Kanada
- EM i bordtennis arrangeras i Rotterdam, Nederländerna.
- EM i konståkning arrangeras i Göteborg, Sverige
- EM i fotboll arrangeras i Belgien Matcher spelas i Bryssel, Liège och Antwerpen.

## Födda
- 2 januari - Mattias Norström, svensk ishockeyspelare.
- 12 januari - Espen Knutsen, norsk ishockeyspelare.
- 24 januari - Björn Berg, svensk beachvolleyspelare.
- 30 januari - Peder Fredricson, svensk ryttare.
- 15 februari - Jaromir Jágr, tjeckisk ishockeyspelare.
- 29 februari - Magnus Kihlstedt, svensk fotbollsspelare, målvakt.
- 4 mars - Jos Verstappen, nederländsk racerförare.
- 5 mars – Mikael Tillström, svensk tennisspelare
- 6 mars - Shaquille O'Neal, amerikansk basketspelare.
- 17 mars – Mia Hamm, amerikansk fotbollsspelare
- 20 mars - Pedro Lamy, portugisisk racerförare.
- 23 mars - Jonas Björkman, svensk tennisspelare.
- 28 mars - Keith Tkachuk, amerikansk ishockeyspelare.
- 30 mars - Karel Poborský, tjeckisk fotbollsspelare.
- 2 april - Eyal Berkovic, israelisk fotbollsspelare.
- 29 april - Niclas Fasth, svensk golfspelare.
- 5 maj
  - Zigmund Palffy, slovakisk ishockeyspelare.
  - Mikael Renberg, svensk ishockeyspelare.
- 6 maj - Martin Brodeur, kanadensisk ishockeyspelare, målvakt.
- 23 maj - Rubens Barrichello, brasiliansk racerförare.
- 28 maj - Michael Boogerd, nederländsk tävlingscyklist.
- 31 maj – Frode Estil, norsk längdskidåkare.
- 2 juni – Malin Ewerlöf, svensk friidrottare
- 6 juni – Marko Kiprusoff, finländsk ishockeyspelare.
- 23 juni – Zinedine Zidane, fransk fotbollsspelare.
- 24 juni – Robbie McEwen, australisk tävlingscyklist.
- 23 juli – Giovane Elber, brasiliansk fotbollsspelare.
- 3 augusti – Sandis Ozoliņš, lettisk ishockeyspelare.
- 27 augusti – Denise Lewis, brittisk friidrottare.
- 30 augusti
  - Markus Karlsson, svensk fotbollsspelare.
  - Pavel Nedved, tjeckisk fotbollsspelare.
- 12 september – Anders Aukland, norsk längdskidåkare.
- 29 september – Jörgen Jönsson, svensk ishockeyspelare.
- 6 oktober – Andreas Jakobsson, svensk fotbollsspelare.
- 27 oktober – Maria Mutola, friidrottare, 800-meterlöpare från Moçambique.
- 4 november – Luís Figo, portugisisk fotbollsspelare.
- 10 november – Joel Borgstrand, svensk fotbollsspelare.
- 7 december – Hermann Maier, österrikisk alpin skidåkare.
- 11 december – Daniel Alfredsson, svensk ishockeyspelare.
- 12 december – Wilson Kipketer, kenyansk-dansk friidrottare.
- 28 december – Patrick Rafter, australisk tennisspelare.

## Avlidna
- 11 juni – Joakim Bonnier, 42, svensk racerförare.
- 27 februari – Viktor Barna, 60, ungersk-brittisk bordtennisspelare.
- 30 juli – Lennart "Lill-strimma" Svedberg, 28, svensk ishockeyspelare.
- 6 september – David Mark Berger, 28, amerikansk-israelisk tyngdlyftare.
- 24 oktober – Jackie Robinson, 53, amerikansk basebollspelare.

### Fotnoter
1. ↑  ”Bandyn i Finland”. Finlands Bandyförbund. http://www.finbandy.fi/info2.htm. Läst 20 augusti 2011.
2. ↑  Erik Jonsson (15 mars 1970). ”1970–1979”. Svenska Bandyförbundet. https://www.svenskbandy.se/BANDYFINALEN/HISTORIK/Svenskamastare/Herrar/1970-1979/. Läst 18 mars 2020.
3. ↑  Jimmy Andersson (19 mars 1972). ”Slutspelet 1971/72”. Svenska Bandyförbundet. Arkiverad från originalet den 25 maj 2012. https://archive.is/20120525061145/http://www.jimbobandy.nu/70-tal/72_slut.html. Läst 20 augusti 2011.
4. ↑  ”1972 World Series” (på engelska). Baseball-Reference.com. http://www.baseball-reference.com/postseason/1972_WS.shtml. Läst 10 juli 2015.
5. ↑  ”Basketball Reference”. http://www.basketball-reference.com/leagues/NBA_1972_games.html. Läst 25 augusti 2011.
6. ↑  ”Sport Statistics”. Arkiverad från originalet den 25 maj 2012. https://web.archive.org/web/20120525123550/http://www.todor66.com/basketball/Olympic/Men_1972.html. Läst 23 augusti 2011.
7. ↑  ”Sport Statistics”. Arkiverad från originalet den 28 maj 2012. https://web.archive.org/web/20120528084721/http://todor66.com/basketball/Europe/Women_1972.html. Läst 24 augusti 2011.
8. ↑  ”African Nations Cup 1972” (på engelska). RSSSF. http://www.rsssf.com/tables/72a.html. Läst 16 augusti 2011.
9. ↑  ”England FA Challenge Cup 1971-1972” (på engelska). RSSSF. http://www.rsssf.com/tablese/engcup1972.html. Läst 19 augusti 2012.
10. ↑  ”Switzerland - International Matches Women” (på engelska). RSSSF. http://www.rsssf.com/tablesz/zwit-wom-intres.html. Läst 20 augusti 2011.
11. 1 2 3  ”RSSSF” (på engelska). RSSSF. http://www.rsssf.com/ec/ec197172.html. Läst 16 augusti 2011.
12. ↑  ”Asian Nations Cup 1972” (på engelska). RSSSF. http://www.rsssf.com/tables/72asch.html. Läst 16 augusti 2011.
13. ↑  ”European Championship 1972” (på engelska). RSSSF. http://www.rsssf.com/tables/72e.html. Läst 11 augusti 2011.
14. ↑  Jimmy Lindahl (7 mars 2005). ”Svenska cupen – finalmatcher”. Bolletinen. http://www.bolletinen.se/sfs/pdf/stat_h_allsvens_1941_2005_stat_herr_cupen_finalmatcher.pdf. Läst 21 augusti 2012.
15. ↑  ”Games of the XX. Olympiad” (på engelska). RSSSF. http://www.rsssf.com/tableso/ol1972f.html. Läst 16 augusti 2011.
16. ↑  Johan Rydén (5 oktober 2008). ”Öxabäcks IF:s damlags historia” (på svenska). Borås tidning. https://www.bt.se/sport/oxabacks-ifs-damlags-historia/. Läst 11 september 2011.
17. ↑   (på svenska)Fotbollmagasinet (6). 1996.
18. ↑  ”1970” (på portugisiska). Sylvesterloppet. Arkiverad från originalet den 1 mars 2014. https://web.archive.org/web/20140301024448/http://www.saosilvestre.com.br/1970. Läst 19 augusti 2012.
19. ↑  ”Boston Marathon”. Arkiverad från originalet den 27 april 2015. https://web.archive.org/web/20150427035419/http://www.baa.org/races/boston-marathon/boston-marathon-history/past-champions/past-mens-open-champions.aspx. Läst 9 april 2011.
20. ↑  ”Boston Marathon”. Arkiverad från originalet den 7 mars 2012. https://web.archive.org/web/20120307073943/http://www.baa.org/races/boston-marathon/boston-marathon-history/past-champions/past-womens-open-champions.aspx. Läst 9 april 2011.
21. ↑  ”Sport Statistics”. Arkiverad från originalet den 24 augusti 2011. https://web.archive.org/web/20110824155322/http://www.todor66.com/handball/Olympic/Men_1972.html. Läst 23 augusti 2011.
22. ↑  ”Jeux Olympiques de Sapporo 1972” (på franska). Hockey Archives. 13 februari 1972. https://www.hockeyarchives.info/JO1972.htm. Läst 15 augusti 2011.
23. ↑  ”Championnat de Suède 1971/72” (på franska). Hockey Archives. 26 mars 1972. https://www.hockeyarchives.info/Suede1972.htm. Läst 15 augusti 2011.
24. ↑  ”Championnats du monde 1972” (på franska). Hockey Archives. 22 april 1972. https://www.hockeyarchives.info/mondial1972.htm. Läst 15 augusti 2011.
25. ↑  ”NHL 1971/72” (på franska). Hockey Archives. https://www.hockeyarchives.info/NHL1972.htm. Läst 23 mars 2020.
26. ↑  ”Coupe d'Europe 1971/72” (på franska). Hockey Archives. 5 december 1972. https://www.hockeyarchives.info/Europe1972.htm. Läst 9 september 2012.
27. ↑  ”Matches internationaux 1972/73” (på franska). Hockey Archives. 23 december 1972. https://www.hockeyarchives.info/inter1973.htm. Läst 20 augusti 2012.
28. ↑  Norlin, Arne. Hockey - de tuffa lirarnas spel. Rabén & Sjögren
29. ↑  ”World Orienteering Championships 1972” (på engelska). Arkiverad från originalet den 20 september 2012. https://web.archive.org/web/20120920090843/http://orienteering.org/events/?event_id=18. Läst 20 augusti 2012.
30. ↑  ”Historiska segrare”. Vasaloppet. Arkiverad från originalet den 22 mars 2020. https://web.archive.org/web/20200322121012/https://www.vasaloppet.se/wp-content/uploads/sites/1/2019/09/historiska_segrare_vasaloppet_sve_2019-09-18.pdf. Läst 5 september 2011.
31. ↑  ”Davis Cup”. http://www.daviscup.com/en/results/tie/details.aspx?tieId=10005331. Läst 20 augusti 2011.
32. ↑  ”Fed Cup”. Arkiverad från originalet den 24 mars 2012. https://web.archive.org/web/20120324122237/http://www.fedcup.com/en/results/tie/details.aspx?tieId=20005131. Läst 21 augusti 2011.
33. ↑  ”Sport Statistics”. Arkiverad från originalet den 9 juni 2015. https://web.archive.org/web/20150609065735/http://www.todor66.com/volleyball/Olympics/Men_1972.html. Läst 24 augusti 2011.
34. ↑  ”Sport Statistics”. Arkiverad från originalet den 20 januari 2012. https://web.archive.org/web/20120120162129/http://todor66.com/volleyball/Olympics/Women_1972.html. Läst 24 augusti 2011.